# ウインテスト
ウインテスト株式会社（英称:Wintest Corp.）は、半導体自動検査装置の開発設計製造から販売までを一貫して行う企業である。本社を神奈川県横浜市に置く。

## 概要
半導体の検査（LCDドライバーICやイメージセンサーIC）の検査に強みをもつ。研究開発拠点でもある大阪市北区に開発製造一貫工場を持ち、並びに2019年12月には、中国湖北省武漢市に100%出資の製造子会社ウインテスト武漢を設立している。
「武漢精測電子集団有限公司」と戦略的資本提携を結んでいる。

## 沿革
- 1993年（平成5年）8月 - 横浜市中区弁天通にウインテスト有限会社として設立。
- 1995年（平成7年）
  - 6月 - 本店を横浜市中区花咲町に移転。
  - 7月 - 株式会社に組織変更。
- 1998年（平成10年）3月 - 本店を横浜市中区曙町に移転。
- 2000年（平成12年）3月 - 海外（韓国、台湾）マーケットで営業開始。
- 2003年（平成15年）9月 - 東京証券取引所マザーズに上場。
- 2004年（平成16年）2月 - 本店を横浜市西区北幸に移転。
- 2010年（平成22年）4月 - 本社を横浜市西区平沼に移転。
- 2012年（平成24年）9月 - 横浜知財みらい企業に認定。
- 2014年（平成26年）12月 - 市場選択制度により東京証券取引所第二部に市場変更。
- 2015年（平成27年）10月 - 監査等委員会設置会社へ移行。
- 2019年（平成31年/令和元年）
  - 3月 - 山田電音株式会社の事業を買収し、大阪事業所を開設。
  - 7月 - 武漢精測電子集団股份有限公司と資本提携契約を締結
  - 12月 - 中国湖北省に100%子会社・偉恩測試技術有限公司を設立。
- 2022年（令和4年）4月 - 東京証券取引所スタンダード市場に市場変更。

## 主な製品
- LCD/有機ELドライバーIC検査装置
- CCD/CMOSイメージセンサIC検査装置
- アナログ・ミックスドシグナルIC検査装置
- バーンイン